# Isla Talcan Airport
Isla Talcan Airport är en flygplats i Chile.   Den ligger i provinsen Provincia de Palena och regionen Región de Los Lagos, i den södra delen av landet, 1 100 km söder om huvudstaden Santiago de Chile. Isla Talcan Airport ligger 6 meter över havet. Den ligger på ön Isla Talcán.
Terrängen runt Isla Talcan Airport är platt. Havet är nära Isla Talcan Airport åt sydost. Trakten runt Isla Talcan Airport är nära nog obefolkad, med mindre än två invånare per kvadratkilometer.. 